# Halecium pusillum
Halecium pusillum är en nässeldjursart som beskrevs av Sars 1856. Halecium pusillum ingår i släktet Halecium och familjen Haleciidae. Inga underarter finns listade i Catalogue of Life.